# Inčukalns
Inčukalns (deutsch Hinzenberg) ist eine Ortschaft und Gemeinde in Lettland, etwa 40 km nordöstlich von Riga gelegen. Im Jahre 2018 zählte Inčukalns 4531 Einwohner.

## Geschichte
Der Ort entstand um das nicht mehr existente Gut Hinzenberg, dessen Gebäude 1919 zerstört worden sind. Ein wirtschaftlicher Aufschwung setzte in den 1880er Jahren ein, nachdem Hinzenberg eine „Halbstation“ (Haltepunkt) an der Bahnstrecke Riga–Valga erhalten hatte. Auch in der sowjetischen Zeit vergrößerte sich der Ort durch Ansiedlung von Industrie sowie einer Tierzuchtstation.
Im Ortsteil Kārļzemnieki im Nordwesten der Gemeinde steht das Jagdschloss Inčukalns (Inčukalna medību pils). Es wurde 1914 im Auftrag des Barons Zonberhard, dem Direktor der baltischen Ölbasis, errichtet.
2006 schlossen sich die Gemeinde Inčukalns und die Stadt Vangaži zu einem Verwaltungsbezirk zusammen, der 2009 zum Bezirk Inčukalns (Inčukalna novads) wurde und der 2021 im Bezirk Sigulda aufging.

## Wirtschaft
Im Bereich von Inčukalns liegt der einzige in Betrieb befindliche unterirdische Gasspeicher im Baltikum. Er hat eine maximale Kapazität von knapp 4,5 Milliarden Kubikmetern, wovon 2,32 Milliarden Kubikmeter aktiv genutzt werden. Eigentümer und Betreiber ist das lettische Unternehmen Conexus Baltic Grid.

## Persönlichkeiten
- Jakob Friedrich Wilpert, Rigaer Kaufmann und Bürgermeister, 1794 bis 1806 Pfandbesitzer von Gut Hinzenberg